# Transvaal
Pour les articles homonymes, voir Transvaal (homonymie).
Le Transvaal est une région située dans le nord-est de l'Afrique du Sud qui désigna successivement, sur une même aire géographique, des territoires, un État indépendant, une colonie puis une province.
Au XIXe siècle, le nom « Transvaal » désigne d'abord les territoires situés en amont du fleuve Vaal et en aval du Limpopo. Unifiés par les Voortrekkers dans une république boer indépendante, le nom officiel du nouvel État est alors celui de Zuid-Afrikaansche Republiek (République sud-africaine), sauf durant la période 1877-1881, quand le Transvaal est provisoirement annexé par les Britanniques.
En 1902, à la suite de la seconde guerre des Boers, la république sud-africaine perd son indépendance et cède la place à la colonie britannique du Transvaal.
En 1910, cette colonie cède à son tour la place à la province du Transvaal (1910 – 1994), l'une des quatre provinces constitutives de l'union d'Afrique du Sud (1910 – 1961) puis de la république d'Afrique du Sud.
En 1994, le Transvaal est divisé en quatre nouvelles provinces : le Gauteng, le Mpumalanga, le Limpopo et le Nord-Ouest.
Le Transvaal a désigné également une circonscription supérieure d'appel de l'ordre judiciaire jusqu'en 2009.

## Géographie
La superficie du Transvaal est de 262 499 km2 et sa population, en 1994, s'élève à environ onze millions d'habitants.
La capitale de l'ancienne république sud-africaine du Transvaal est Pretoria ; la ville devient, en 1910, la capitale de l'Afrique du Sud.
Ses principales autres villes sont Johannesbourg, Pietersburg, Nelspruit, Krugersdorp, Louis Trichardt, Tzaneen, Carletonville, Potchefstroom, Witbank, Centurion, Nylstroom, Vereeniging…
L'économie du Transvaal repose sur l'activité minière avec l'or, le charbon et le platine (aujourd'hui principalement au Gauteng) grâce à de nombreux filons, mais aussi sur l'agriculture (principalement dans le Mpumalanga et le Limpopo).

## Histoire du Transvaal

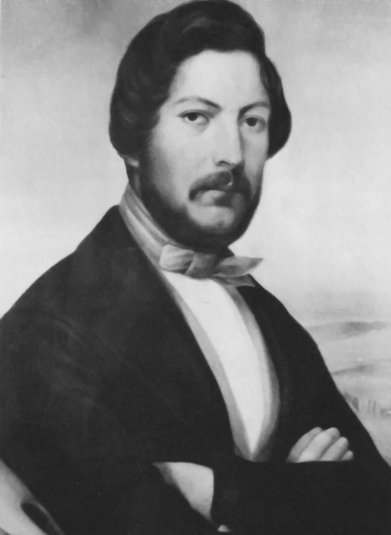
Andries Pretorius.

Pendant une dizaine de milliers d'années, la région du futur Transvaal est habitée par les ancêtres des Khoïkhoïs. À partir du IVe siècle, la région est occupée par des peuples bantous, venus d'Afrique centrale, qui s'y établissent pour certains ou, pour d'autres, poursuivent leur route jusqu'aux côtes de l’océan Indien dans les futurs Transkei et KwaZulu-Natal.
Au début du XIXe siècle, la région est ainsi le lieu d'habitation de quelques dizaines de milliers de personnes réparties en tribus, villages (tel Dithakong) et chefferies.
En 1817, la région est envahie par les troupes du chef Ndébélé Mzilikazi, lui-même poursuivi par les guerriers du roi zoulou Shaka. Les peuples de la région, obligés de prendre parti, sont alors l'objet de raids, de déportations et de massacres de la part de l'un ou l'autre des belligérants. La famine qui résulte de ces assauts met à mal les économies et les systèmes politiques locaux. Les villages sont abandonnés par leurs habitants qui émigrent vers d'autres régions à l'est et au nord, loin de leurs lieux de vie traditionnels. C'est le mfecane ou « grand dérangement ». Ceux qui restent sont affaiblis et à la merci des envahisseurs ou des despotes locaux.
La région commence à faire l'objet, à la même époque, de l'intérêt d'explorateurs boers et britanniques venus de la colonie du Cap.
De 1827 à 1836, le sud-ouest de la future région du Transvaal est dominé par les troupes de Mzilikazi. En 1829, le missionnaire Robert Moffat est admis à la cour de Mzilikazi et les premières relations commerciales se nouent entre les explorateurs blancs et les tribus locales.
À partir de 1830, les explorations s'intensifient. En 1835, plusieurs milliers de boers quittent la colonie du Cap à bord de leurs chars à bœufs en quête d'une terre promise où fonder une république, indépendante de tout pouvoir colonial. C'est le Grand Trek.
Si certains continuent vers l'océan Indien, plusieurs de ces voortrekkers traversent le fleuve Vaal, s'établissent et s'organisent en petites localités indépendantes sans trop de difficultés. Lorsque les régions qu'ils traversent sont habitées, ils n'ont que peu de problème à faire valoir leur supériorité militaire mais, la plupart du temps, ils s'établissent avec l’accord des chefs locaux qui espèrent ainsi être protégés des raids de tribus hostiles, voire s'établissent dans des régions inhabitées ou abandonnées lors du mfecane.
En octobre 1836, le groupe de voortrekkers commandé par Hendrik Potgieter, est attaqué par 5 000 guerriers ndébélés. Un chef basotho-tswana, Moroka, accorde finalement nourriture et protection au groupe de Potgieter à Thaba 'Nchu. En janvier 1837, les boers et les ndébélés du chef Moroka s'allient et organisent un commando sous le commandement de Potgieter et Gerrit Maritz pour renverser Mzilikazi. Celui-ci est vaincu et, en 1838, franchit le fleuve Limpopo pour s'établir dans la région du futur Matabeleland.
Profitant de la fuite de Mzilikazi, Potgieter revendique pour les Boers les territoires libérés, négligeant ses alliés tswanas. Mais la fuite de Mzilikazi encourage de nombreux Tswanas et Basotho à revenir dans les régions qu'ils avaient fui où ils se retrouvent face à de nombreux fermiers boers qui avaient répondu à l'appel de Potgieter de venir s'établir au Transvaal [réf. souhaitée].
En novembre 1838, Potgieter fonde Potchefstroom, la première ville boer du Transvaal. Un gouvernement sommaire est organisé et, en 1840, rejoint une confédération aux côtés de la république de Natalia et de la république de Winburg.
En 1842, la confédération se désagrège après le refus de Potgieter de venir en aide aux Boers de Natalia en conflit avec les Britanniques. En 1845, de nombreux boers émigrent vers la baie de Delagoa pour s'affranchir de toute dépendance britannique, alors que d'autres partent plus au nord dans la région du Zoutpansberg. La ville de Lydenburg est ainsi fondée par Potgieter alors que le sud du Transvaal connaît l'affluence de nouveaux immigrants boers, conduits par Andries Pretorius, venus du Natal.

### Zuid-Afrikaansche Republiek (république sud-africaine du Transvaal)

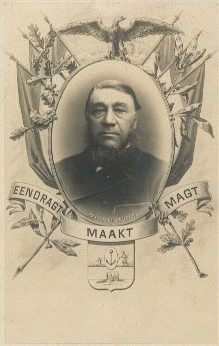
Paul Kruger.

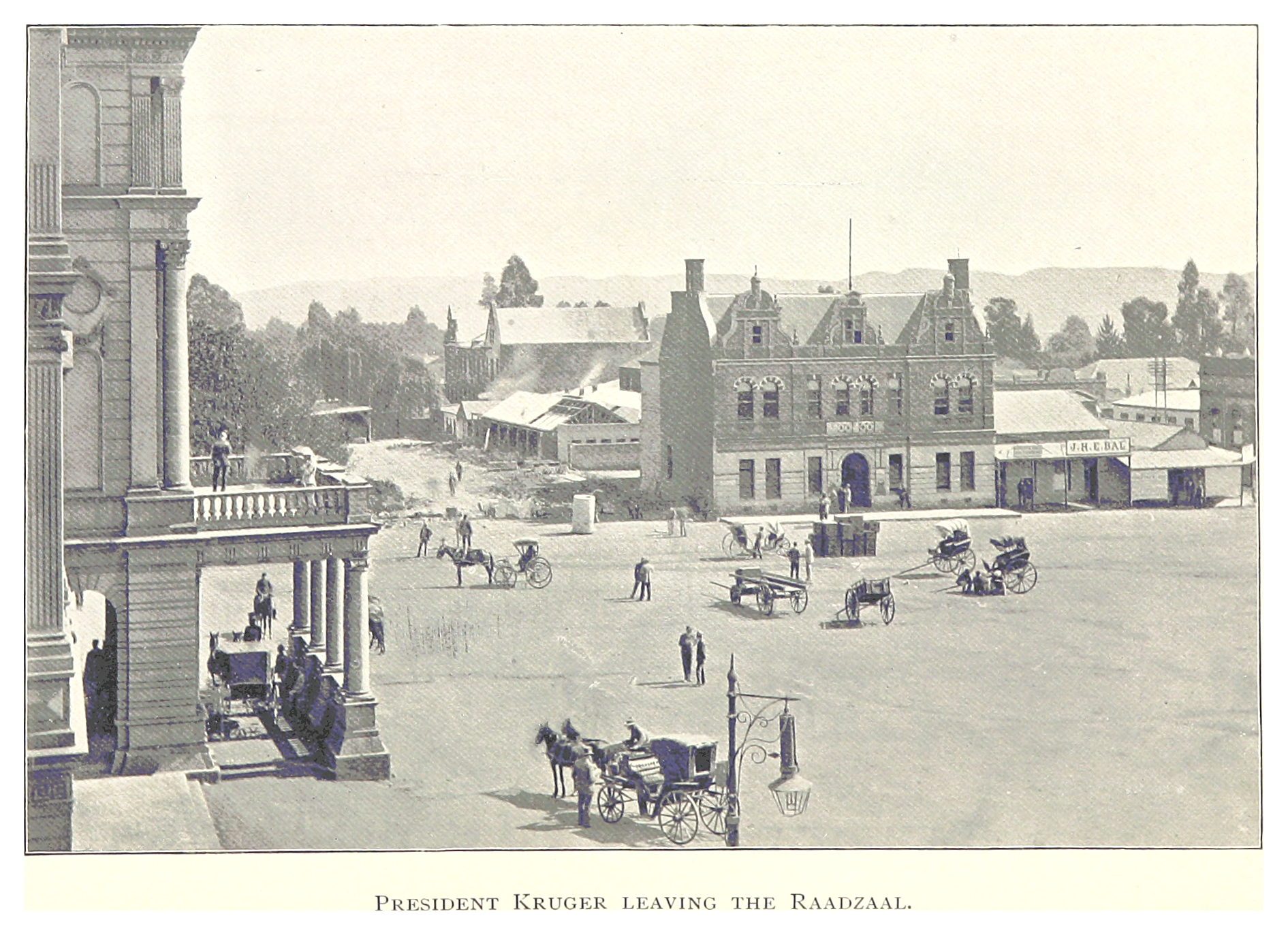
Church Square (Pretoria) en 1899 ; le président Paul Kruger quittant le parlement du Transvaal.

Le 17 janvier 1852, la convention de Sand River est signée entre les représentants des Boers du nord du fleuve Vaal et les Britanniques. Elle reconnaît l'indépendance du Transvaal (territoires situés « au-delà du Vaal », traduction littérale de « Transvaal »), alors habité par 5 000 familles boers pour une population totale de 40 000 personnes, et elle proscrit le rétablissement de l'esclavage ainsi que la vente d'armes aux tribus indigènes. Mais le Transvaal n'est pas alors un État territorialement constitué et uni, bien qu'il revendique un territoire s'étendant du fleuve Vaal au fleuve Limpopo. Il existe alors trois républiques boers au nord du Vaal tandis que l'État libre d'Orange fait l'objet d'une convention similaire d'indépendance.
Pretorius, en fait, mène les négociations avec les Britanniques sans le moindre mandat du Volksraad, le parlement boer. Les partisans de Potgieter accusent Pretorius d'usurpation de pouvoir et de forfaiture.
Le 16 mars 1852, le volksraad ratifie néanmoins, à Rustenburg, la convention de Sand River après la réconciliation de Potgieter et Pretorius. La capitale du Transvaal est alors fixée à Potchefstroom.
Potgieter meurt à la fin de l'année 1852, suivi par Pretorius en juillet 1853, laissant les Boers provisoirement sans chef charismatique.
Le successeur désigné pour succéder à Andries Pretorius est son propre fils, Marthinus Wessel Pretorius, apprécié pour avoir mis fin aux disputes sur le caractère religieux ou laïc que devait prendre le gouvernement du Transvaal. En 1856, Pretorius fait campagne auprès de ses concitoyens pour les convaincre de constituer un gouvernement central à l'exécutif renforcé au lieu de petits gouvernements autonomes de districts, soucieux de leur autonomie. Il parvient ainsi à réunir une assemblée constituante.
En décembre 1856, après trois semaines de débat, les élus de l'assemblée du Transvaal votent la loi fondamentale établissant la république d'Afrique du Sud (Zuid-Afrikaansche Republiek - ZAR).
En 1860, les deux districts et celui d'Utrecht sont incorporés à la ZAR et Pretoria est reconnue comme capitale de la république sud-africaine ; Pretorius tente, sans succès, d'unir la ZAR à l'État libre d'Orange.
En 1877, le Transvaal, en situation de banqueroute, est menacé par une offensive imminente des armées zouloues en provenance du Natal. Lord Carnavon, le ministre des colonies britanniques, partisan de la création d'une fédération d'Afrique du Sud, pense alors que les habitants du Transvaal ne pourraient que se réjouir d'une annexion par l'Angleterre. Le 4 janvier 1877, sir Theophilus Shepstone pénètre dans la république boer avec 25 hommes de la police montée du Natal. Il poursuit alors sans résistance jusqu'à Pretoria, où les discussions aboutissent à l'annexion du Transvaal par l'Empire Britannique le 12 avril 1877. Le vice-président de la république, Paul Kruger, est, à ce moment, l'un des rares dirigeants boers à s'y opposer. Il fonde alors un triumvirat avec Petrus Jacobus Joubert et Marthinus Wessel Pretorius pour organiser une résistance armée qui n'est en mesure de passer à l'action qu'à la fin de l'année 1880.
Le 16 décembre 1880, les rebelles boers proclament l'indépendance du Transvaal à Potchefstroom. Le 20 décembre, ils attaquent et détruisent un convoi militaire britannique à Bronkhorstspruit. Plusieurs garnisons britanniques du Transvaal sont alors assiégées par des commandos boers entre le 22 décembre 1880 et le 6 janvier 1881. Après plusieurs escarmouches, les britanniques subissent une défaite cinglante à Majuba Hill, le 27 février 1881. Un traité d'armistice, mettant un terme à la première guerre des Boers, est signé le 6 mars 1881, complété par un traité de paix final le 22 mars 1881, par lequel les Boers du Transvaal retrouvent leur autonomie tout en restant sous la souveraineté britannique. Le traité est ensuite ratifié par la convention de Pretoria le 3 août 1881.
En 1884, la convention de Londres redonne sa pleine souveraineté au Transvaal, réorganisé sous sa forme originelle de république d'Afrique du Sud.
Dorénavant dirigé par Paul Kruger, les Boers aspirent à retourner à leur vie de fermier.
L'irruption soudaine, à partir de 1886, du système industriel dans une société fondée sur la volonté de préserver un certain ordre social, un mode de vie rural et le refus des ingérences extérieures, a des répercussions internes considérables, menaçant l'ordre établi par les descendants des voortrekkers et déplaçant le centre de gravité économique de l'Afrique du Sud de la colonie du Cap au Transvaal.
En 1886, des prospecteurs découvrent un gisement d'or considérable dans le Witwatersrand (« Barrière de l'eau blanche »), une arête montagneuse s'étendant de 100 kilomètres à l'est jusqu'à 50 kilomètres au sud de Pretoria. Jusqu'alors, l'ivoire était le principal produit d'exportation du Transvaal ; quasiment du jour au lendemain, une ville champignon surgit, qui prend très vite le nom de Johannesbourg et devient la plus grande ville du Transvaal, au fur et à mesure de l'installation des uitlanders (« étrangers ») près des mines. Ceux-ci dépassent rapidement les Boers en nombre sur le gisement, bien que restant une minorité dans le Transvaal proprement dit. Le gouvernement sud-africain leur refuse le droit de vote et taxe lourdement l'industrie aurifère. En réponse, les uitlanders exercent une pression sur les autorités britanniques, en vue d'obtenir le renversement du gouvernement boer.
En 1895, Cecil Rhodes, premier ministre de la colonie du Cap et richissime homme d'affaires, appuie une tentative de coup d'État menée par Leander Starr Jameson. Celle-ci se solde par un échec et la démission de Rhodes.
En mai 1899, une conférence réunissant lord Alfred Milner et Paul Kruger est organisée à Bloemfontein par le président Marthinus Theunis Steyn de l'État libre d'Orange, mais les négociations achoppent. En septembre 1899, Joseph Chamberlain, secrétaire britannique aux colonies, exige de Kruger la complète égalité de droits pour les citoyens britanniques résidant au Transvaal alors que, simultanément, Kruger donne 48 heures aux Britanniques pour évacuer leurs troupes des frontières du Transvaal.
La guerre entre les deux nations débute le 12 octobre 1899 lorsque les Boers attaquent la colonie du Cap et la colonie du Natal.

### Guerre des Boers et défaite du Transvaal

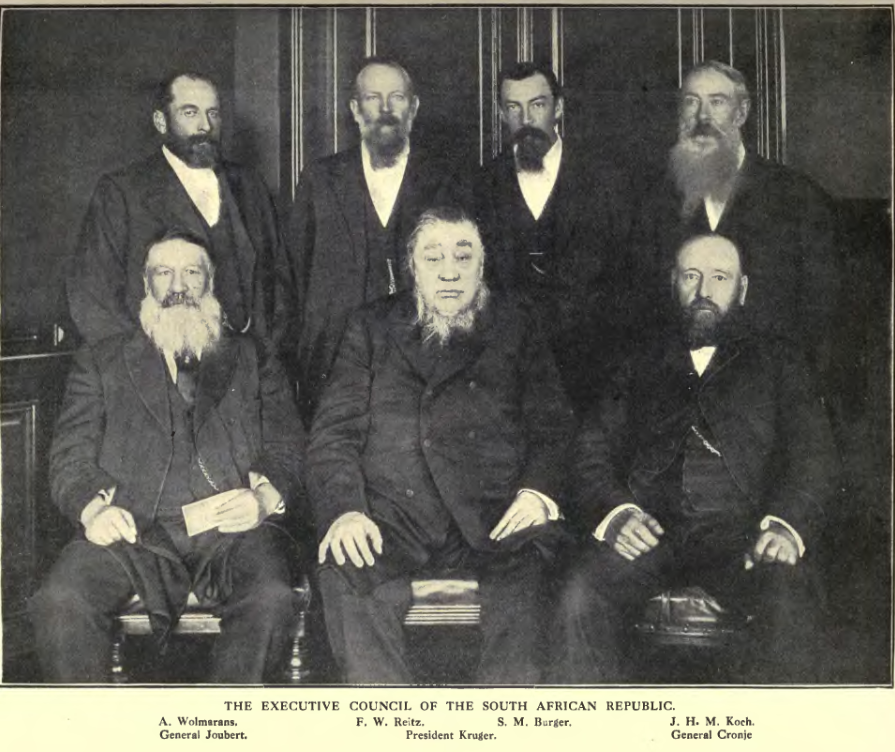
Le cabinet ministériel de Paul Kruger en 1899 :
Au premier rang, Piet Joubert, Paul Kruger, Piet Cronje.
Au second rang, A. Wolmanrans, Francis William Reitz, Q. M. Burger et J. H. M. Kock.

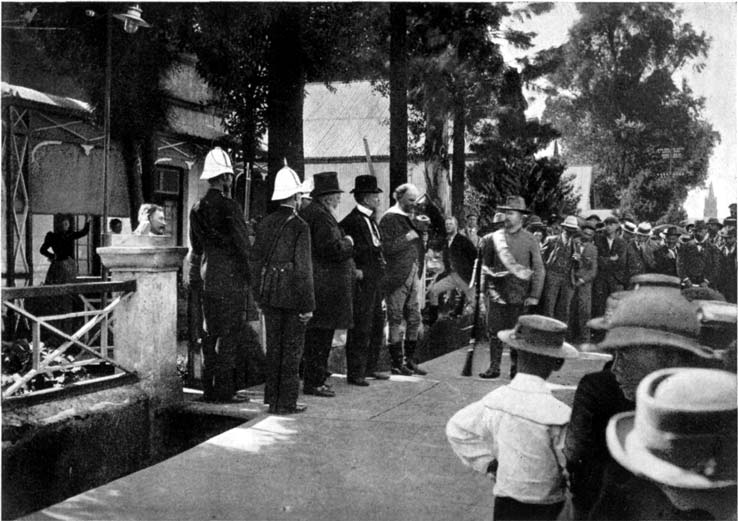
Pretoria en 1900 ; Paul Kruger reçoit chez lui les volontaires américains venus combattre les Britanniques.

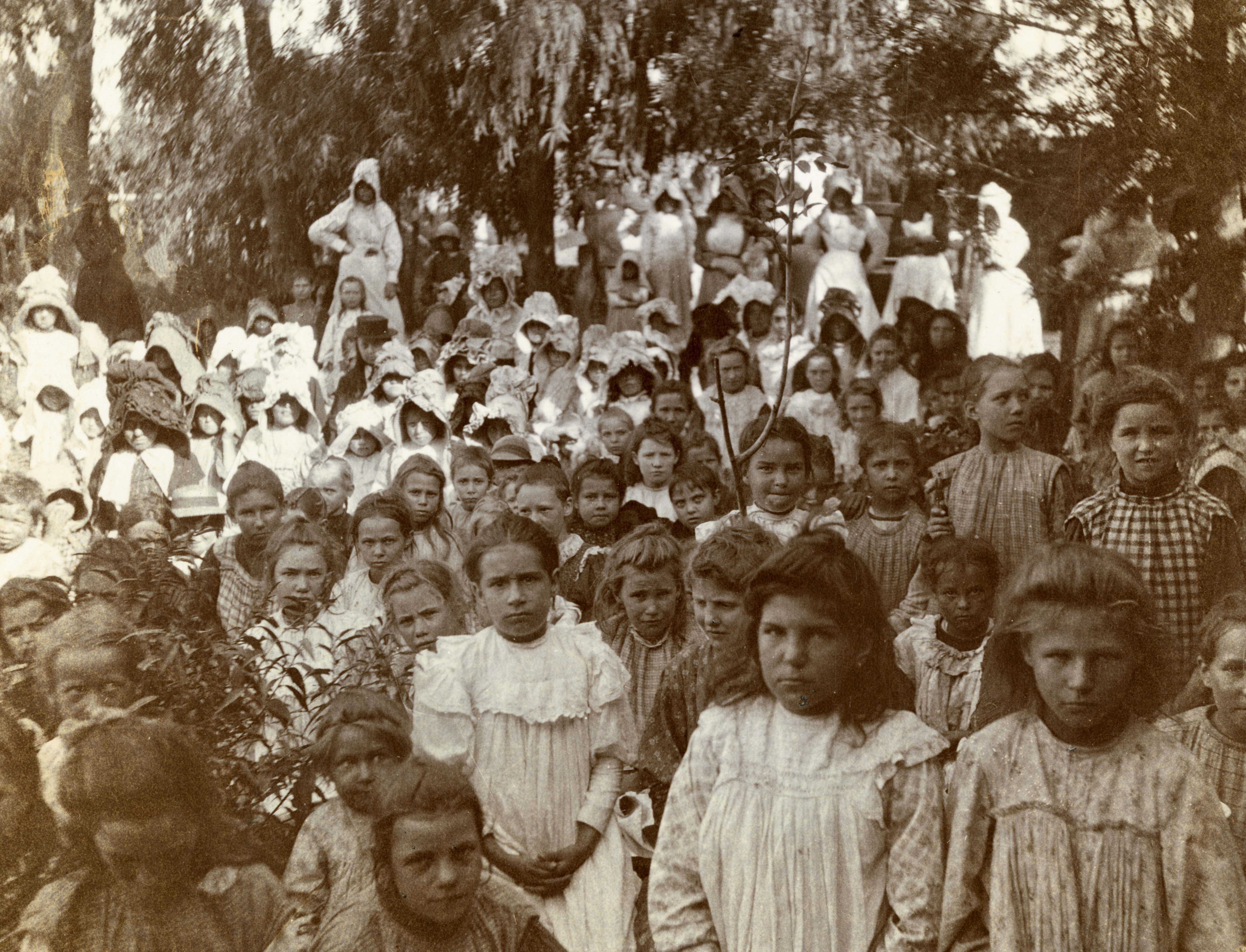
Femmes et enfants boers internés dans le camp de concentration de Nylstroom en 1901

Dans les premières semaines de la guerre, les Boers prennent l'avantage. Les Britanniques sont surpris et n'ont pas assez d'effectifs, mais les troupes boers sont indisciplinées et peu hiérarchisées. Au lieu de poursuivre leur avantage, elles optent pour un certain immobilisme tactique et assiègent des villes comme Mahikeng (Mafeking), alors que les routes vers Durban et Le Cap sont libres d'accès.
Les troupes britanniques, commandées par Sir Robert Baden-Powell ne reprennent l'initiative qu'avec l'arrivée de renforts le 4 février 1900. À partir du mois de mars, les troupes britanniques progressent au cœur des deux républiques boers. Bloemfontein, la capitale de l'État libre d'Orange, tombe le 13 mars. Le 18 mai, le siège de Mafeking est levé. Puis le 5 juin, c'est le tour de Pretoria, évacuée par le gouvernement sud-africain retranché dans l'est du Transvaal.
Si les Britanniques pensent la victoire acquise, ils vont faire face pendant encore deux ans à une guérilla active qui va désorganiser leurs lignes de communication et de ravitaillement.
Le commandement de l'armée britannique décide alors de construire, tous les cent yards, des postes fortifiés, entourés et reliés par des fils barbelés, afin de réduire les mouvements des groupes de guérilla. Ainsi, ce ne sont pas moins de 8 000 postes fortifiés, sur près de 6 000 kilomètres, qui se dressent dans le paysage sud-africain. Les Britanniques ont alors 450 000 hommes (Britanniques et troupes coloniales) stationnés dans la région pour combattre la guérilla.
Cette politique est accompagnée par une stratégie de la terre brûlée destinée à couper les Boers de leurs bases arrière. Les campagnes du Transvaal et de l'Orange sont ainsi vidées, les stocks de vivres sont réquisitionnés ou détruits [réf. souhaitée], les récoltes brûlées et les fermes évacuées. Les familles boers sont alors rassemblées dans des camps de concentration.
Finalement, 30 000 fermes sont détruites ainsi qu'une quarantaine de petites villes. Un quart de la population boer, soit 116 572 personnes, est internée aux côtés de 120 000 Africains noirs. Près de 30 000 femmes et enfants boers meurent, principalement de malnutrition ou par manque d'hygiène, dans les camps britanniques[réf. souhaitée].
En mai 1902, un traité de paix est finalement signé à Vereeniging, entérinant la défaite des Boers et l'annexion définitive du Transvaal et de l'État libre d'Orange à la couronne britannique.
En dépit du soutien de l'opinion publique et des gouvernements de la majeure partie des pays européens, la résistance des Boers est vaine et le président Kruger termine sa vie en exil à Clarens, en Suisse où il meurt en 1904.

### Colonie britannique du Transvaal
À l'issue de la guerre, le Transvaal est exsangue. Plusieurs anciens généraux Boers entreprennent une tournée européenne en vue de récolter des fonds pour reconstruire économiquement les deux anciennes républiques. Le général Louis Botha adresse même un article au premier ministre britannique, lui exposant tous les avantages qu'aurait l'Empire britannique à aider à la reconstruction des deux pays vaincus. Peu de temps après, le parlement britannique débloque la somme de 8 millions de livres pour aider à cette reconstruction.
En mai 1904, avec Jan Smuts et d'autres vétérans, Botha se lance en politique et fonde un parti politique afrikaner, Het Volk (« Le Peuple »), prônant la réconciliation nationale et l'autonomie de l'Afrique du Sud.
En 1904, le gouvernement interdit l'entrée de travailleurs chinois au Transvaal.
Après la victoire des libéraux au Royaume-Uni en 1905, Botha envoie Smuts à Londres négocier le principe de l'autonomie du Transvaal.
En décembre 1906 la colonie du Transvaal, et en juin 1907 celle de l'Orange, reçoivent enfin l'autorisation de former leur propre gouvernement.
Le 4 mars 1907, Het Volk, qui rallie également des anglophones favorables à une Afrique du Sud autonome, remporte les élections du Transvaal et Louis Botha en devient le Premier ministre. Il ne tarde pas à effectuer d’importants déplacements en Europe laissant Smuts gérer les affaires courantes du Transvaal.
Lors de la Conférence impériale de 1907, il affirme la loyauté des Afrikaners envers l'Empire et offre le diamant Cullinan au roi Édouard VII. En remerciement, il obtient 5 millions de livres qui permettent à Botha de créer une banque agricole d'aide aux fermiers, de développer le chemin de fer et d'introduire une éducation primaire gratuite [Pour qui ?] [réf. souhaitée]. Mais il ne parvient pas à faire admettre l'afrikaans comme langue officielle à parité avec l'anglais [réf. souhaitée].
En octobre 1908, des centaines de délégués de toute l’Afrique du Sud vinrent participer à une conférence constitutionnelle à Durban consacrée à l'avenir politique de l'Afrique du Sud. Il s'agit de départager les partisans du régime unitaire, du régime fédéral, confédéral voire colonial. Plusieurs compromis furent adoptés grâce à l'entremise de Jan Smuts concernant le choix de la capitale sud-africaine (en fait trois capitales), les langues officielles (néerlandais et anglais [réf. souhaitée]) et même l’écartement standard des voies de chemin de fer. L'accord général est finalement adopté grâce aux délégués du Transvaal et retranscrit dans une résolution finale faisant figure de projet de constitution à l’été 1909, et approuvée à l’unanimité des délégués [réf. souhaitée].
Le projet de constitution est ratifié par le parlement du Cap, celui de l’Orange et du Transvaal. C’est par référendum qu’il est approuvé au Natal[réf. souhaitée].
Le 31 mai 1910, le parlement britannique ratifie le South Africa Act établissant le dominion de l'Union d'Afrique du Sud. Et c'est Botha, le Boer du Transvaal, qui est choisi par Lord Gladstone pour former le premier gouvernement provisoire de la jeune Union ; Pretoria acquiert le statut de capitale exécutive où siège le gouvernement. Pour symboliser ce nouveau statut, Smuts fait appel à Herbert Baker pour construire, sur une colline de la ville, un gigantesque palais de gouvernement, les Union Buildings.

### Province sud-africaine (1910-1994)
En 1910, le Transvaal est l'une des quatre colonies britanniques fondatrices de l'Union d'Afrique du Sud, aux côtés de l'ancienne colonie du Cap, du Natal et de l'État libre d'Orange.
Jusqu'en 1994, le Transvaal sera une province d'Afrique du Sud, politiquement très conservatrice, adhérant aux thèses nationalistes des Afrikaners de Daniel François Malan.
Depuis, avec les premières élections multiraciales, le territoire du Transvaal est partagé entre quatre nouvelles provinces, celle de Pretoria-Witwatersrand-Vereeniging (rebaptisée Gauteng en 1995), celle de l'Eastern Transvaal (devenu Mpumalanga en 1995), celle du Northern Transvaal (rebaptisé province du Nord en 1995, puis Limpopo en 2001) et celle du Nord-Ouest.

## Présidents du Transvaal (Zuid-Afrikaansche Republiek)

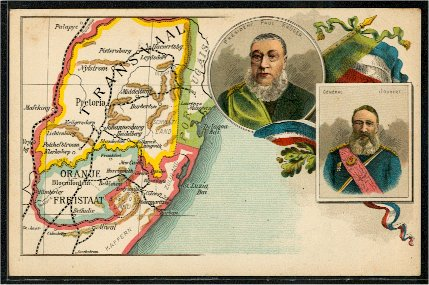
Les républiques boers.

- Marthinus Wessel Pretorius : 1857-1863
- Willem Cornelis Janse van Rensburg : 1863-1864
- Marthinus Wessel Pretorius : mai 1864-1871
- Thomas François Burgers : 1871-1877
- Annexion du Transvaal par les Britanniques : 1877-1881
- Troïka (Pretorius, Kruger et Petrus Joubert) : 1881-1883
- Paul Kruger : 1883-1902

## Emblèmes du Transvaal (ZAR)

Le vierkleur, le drapeau du Transvaal.

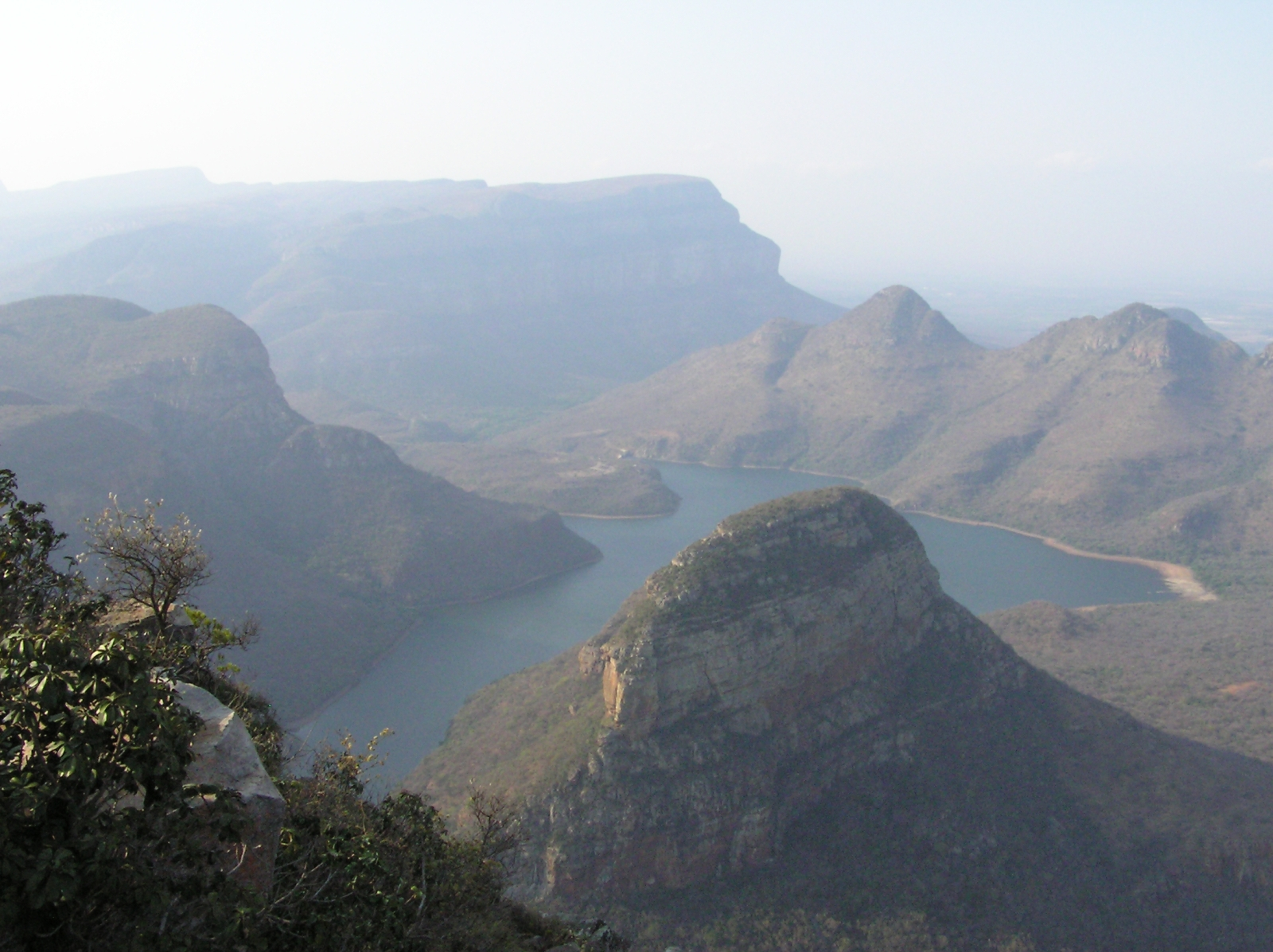
Blyde River Canyon dans le Transvaal.

Adopté en 1857, le drapeau traditionnel du Transvaal est connu sous le nom de vierkleur (quatre couleurs). Il demeura le drapeau de la république boer jusqu'en 1902, à l'exception de la période 1874-1875, remplacé brièvement par le drapeau voortrekker. En 1902, la fin de la guerre des Boers met également fin à l'indépendance du Transvaal. En 1927, le drapeau réapparaît au sein du nouveau drapeau national d'Afrique du Sud. En effet, le vierkleur est associé à la droite de l'Union Jack et du drapeau de l'État libre d'Orange, au milieu de la bande blanche du drapeau de l'Afrique du Sud (1927-1994). À partir de 1994, il n'a plus d'existence officielle. Il demeure encore un symbole très fort de la communauté afrikaner, fièrement revendiqué par les radicaux blancs mais aussi par les associations et représentants modérés de la communauté afrikaner. Au contraire du drapeau national de 1927, qui représentait le rassemblement des communautés blanches d'Afrique du Sud, il est moins associé à l'apartheid, mais davantage à la communauté afrikaner. De ce fait, il est plus souvent utilisé que l'ancien drapeau national. On peut le voir ainsi devant la maison de Paul Kruger à Pretoria et, en alternance avec d'autres drapeaux afrikaners, flottant sur le Voortrekker Monument de Pretoria. Il est également le drapeau officiel du Volkstaat d'Orania (tentative d'établir un État à dominante afrikaner à l'intérieur de l'Afrique du Sud).
L'hymne du Transvaal était Volkslied van Transvaal [réf. souhaitée].

## Le Transvaal dans la culture

### Littérature
- Dans le roman d'Henry Rider Haggard Les Mines du roi Salomon paru en 1885, le chasseur Allan Quatermain mène une expédition dans le Transvaal à la recherche de ces mines légendaires.

### Bande dessinée
- La Terreur du Transvaal, épisode de la Jeunesse de Picsou réalisé par Don Rosa, voit le jeune Balthazar Picsou chercher à refaire fortune dans cette région d'Afrique du Sud. Il y rencontre son futur ennemi, dont il ignore alors l'identité : Archibald Gripsou.

### Chanson
- La chanson traditionnelle Sarie Marais relate en afrikaans la nostalgie des Boers pour leur "cher vieux Transvaal" ainsi que l'internement des civils boers dans les camps de concentration britanniques. L'armée française a repris ce chant, notamment à la Légion étrangère et à l'E.M.I.A.

### Série télévisée
- Pour tout l'or du Transvaal, feuilleton français produit en 1979 dont l'intrigue se déroule au cours de la seconde guerre des Boers